# Geogitter

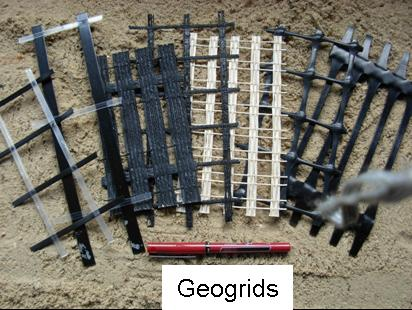

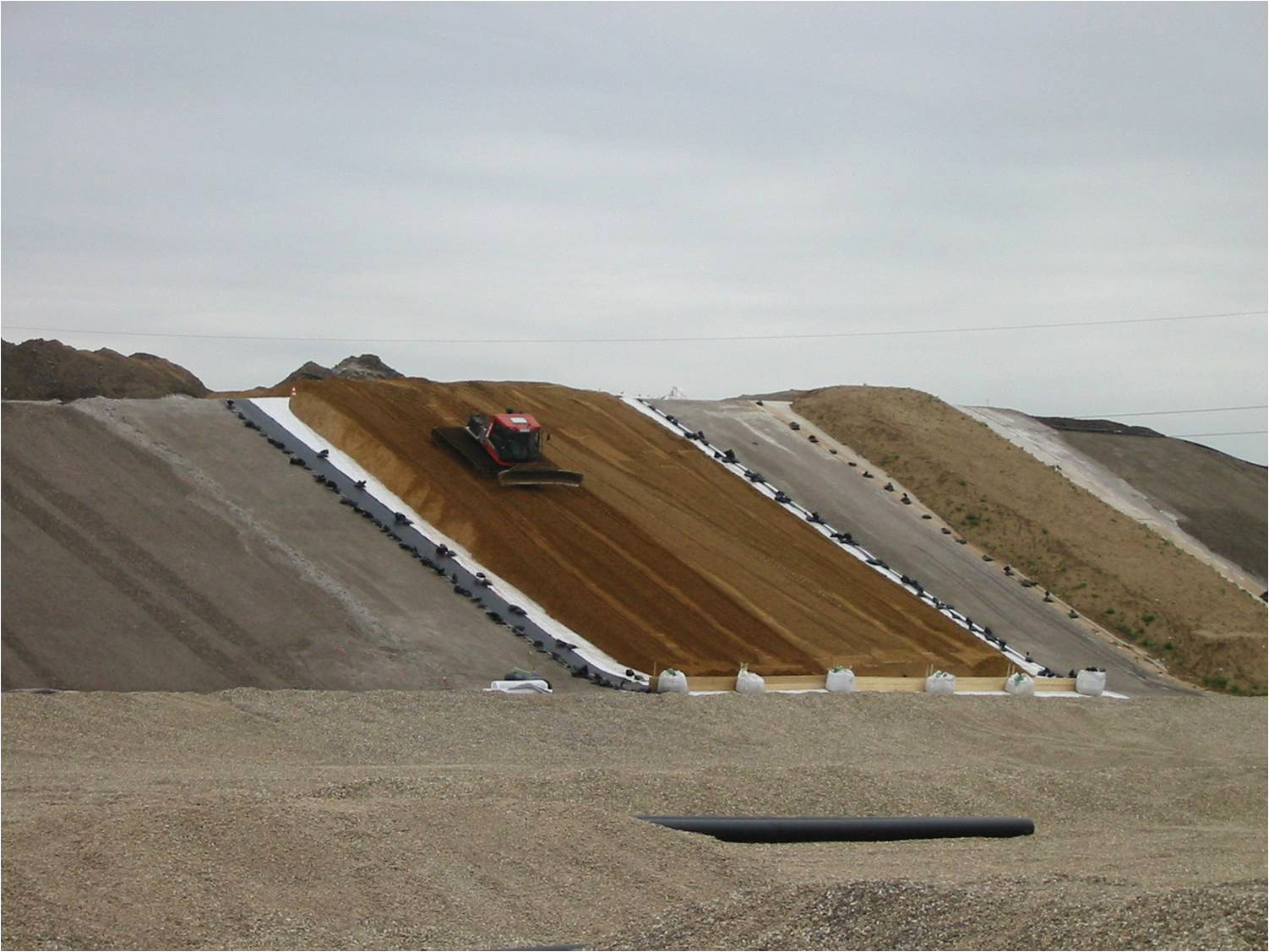
Geogitter werden z. B. verwendet, um das Rutschen auf langen und steilen Hängen während der Installation und Nutzung eines Deponieverschlusssystems zu verhindern.

Geogitter (engl.: Geogrids) sind eine Sonderform der Geokunststoffe bzw. Geotextilien. Sie dienen unter anderem der Stabilisierung des Untergrundes im Zuge von Bauarbeiten. Sie funktionieren als Bewehrung ungebundener mineralischer Schichten wie Sand und Erde. Durch die Verwendung von Geogittern werden eingebrachte statische Lasten großflächig auf den Untergrund verteilt. Ziel ist die Erhöhung oder Herstellung der Tragfähigkeit sowie die Verhinderung starker punktueller Setzungen ohne kostspieligen und zeitaufwendigen Bodenaustausch durch tragfähigeres Material. Weiterhin findet die Anwendung der Geogitter in Stützkonstruktionen als Alternative zu z. B. Schwergewichtsmauern statt.
Üblicherweise bestehen Geogitter aus industriell hergestellten, rollenweise gelieferten und UV-beständigen Polymergittern aus Polyethylen hoher Dichte (PEHD), Polypropylen (PP) oder Polyester (z. B. Polyethylenterephthalat (PET)), sie können jedoch auch aus Naturfasern oder Biokunststoffen produziert werden. Abhängig vom Herstellverfahren gibt es extrudierte und gewebte Gitter. In Bezug auf das Tragverhalten werden knotensteife, knotenfeste und flexible Geogitter unterschieden.